# Каттлея
Каттлея (лат. Cattleya) — род многолетних эпифитных и литофитных травянистых растений семейства Орхидные. По информации базы данных The Plant List (2013), род включает 187 видов.
Род генетически близок с родом Laelia, растения отличаются количеством поллиниев: у лелий их 8, у каттлей — 4.
Cattleya mossiae — национальный цветок Венесуэлы, Cattleya trianae — национальный цветок Колумбии.
Аббревиатура родового названия — C.
Многие представители рода и гибриды с их участием популярны в комнатном и оранжерейном цветоводстве, а также широко представлены в ботанических садах.

## Синонимы
По данным Королевских ботанических садов в Кью:
- Sophronia Lindl., 1828, nom. illeg.
- Sophronitis Lindl., 1828
- Maelenia Dumort., 1834
- Lophoglotis Raf., 1838
- ×Sophrocattleya Rolfe, 1887
- Eunannos Porta & Brade, 1933
- Hoffmannseggella H.G.Jones, 1968
- Dungsia Chiron & V.P.Castro, 2002
- ×Hadrocattleya V.P.Castro & Chiron, 2002
- ×Hadrodungsia V.P.Castro & Chiron, 2002
- Hadrolaelia (Schltr.) Chiron & V.P.Castro, 2002
- ×Microcattleya V.P.Castro & Chiron, 2002
- Microlaelia (Schltr.) Chiron & V.P.Castro, 2002
- Cattleyella Van den Berg & M.W.Chase, 2004
- Schluckebieria Braem, 2004, nom. superfl.
- ×Brasicattleya Campacci, 2006
- Brasilaelia Campacci, 2006
- Chironiella Braem, 2006

## Распространение и экология
Каттлеи распространены в Центральной и Южной Америке. 

Условия произрастания видов заметно отличаются. Так, например, Каттлея фиолетовая обитает в бассейне Амазонки, где постоянно влажно (относительная влажность воздуха иногда достигает 100 %), тепло и большое количество осадков. От этих условий резко отличается среда обитания Cattleya nobilior, Cattleya intermedia, Cattleya guttata — эти виды часто растут под прямым солнечным светом, в более сухих условиях, среди кустарника и кактусов при температуре до 35 °C. В относительно прохладных условиях обитают Cattleya bicolor и Cattleya velutina — они встречаются в горах бразильского штата Минас-Жерайс. Здесь относительная влажность держится на уровне 70 %, температура зимой опускается до 5°С.

## Этимологияи история описания
В 1817 г. ботаник Вильям Свэнсон обнаружил новый вид орхидеи в провинции Пернамбуку на севере Бразилии. Растения были отправлены в Ботанический сад города Глазго. По просьбе Свэнсона Ботанический сад передал несколько растений известному любителю тропических растений Вильяму Каттлею, и он в ноябре 1818 г. добился цветения одного экземпляра в собственной теплице в Барнете (Англия).
Для систематизации и описания коллекции Вильям Каттлей привлек ботаника Джона Линдли. В 1821 г. был опубликован труд Линдли «Антология Ботаники» (Collectanea Botanica) с описанием нового рода и нового вида. Джон Линдли дал новому роду имя Cattleya в честь владельца растения. Вид был назван Cattleya labiata.
До обнаружения в 1900 году письменного отчета Свэнсана о его поездке через Бразилию (1817—1818 гг.) была популярна история придуманная в 1893 г. Фредериком Бойлем. История опубликована в статье «Потерянная Орхидея». В ней Бойль написал, что Вильям Свэнсон — первооткрыватель Cattleya labiata, скорее всего, не помнил себя, тем более — место, где Cattleya labiata росла, и что орхидеи, вероятно, были собраны в отдаленных местах каким-то бродягой, умершим в Рио-де-Жанейро. Свэнсон собрал их и использовал, чтобы упаковать свои лишайники.
Cattleya labiata, как оказалось впоследствии, не была первым видом Каттлей, обнаруженных европейцами. На 44 года раньше открытия Cattleya labiata два испанских ботаника — Ruiz’у и Pavon’у в 1777 г. отправили свои гербарные сборы из Перу в Испанию. Но разобраны они были лишь в 1831 году, когда Джон Линдли исследовал их и описал новый вид рода — каттлею крепнейшую.
Третий вид был открыт в 1836 году в Венесуэле Джорджем Грином. В 1836 году Уильям Джексон Гукер, профессор университета Глазго, получил несколько цветков и рисунок каттлеи от знакомой Джорджа Грина — госпожи Мосс из Оттерпуля. Гукер назвал растение Cattleya mossiae, в честь её хозяйки.

## Биологическое описание

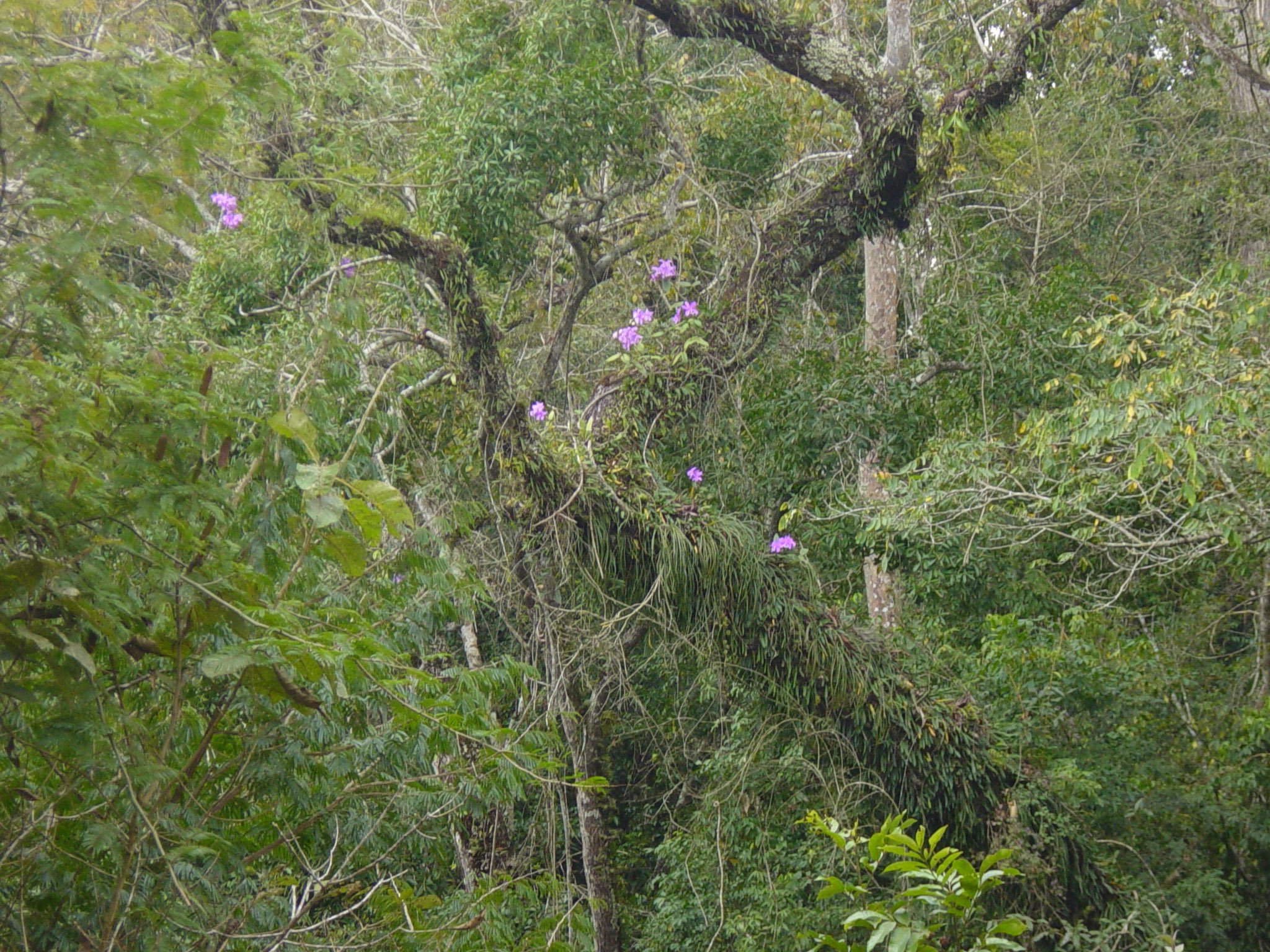
Cattleya loddigesii
в местах естественного произрастания. Сан-Паулу, Бразилия

Симподиальные растения от средних до крупных размеров. 
Псевдобульбы с 2—3 междоузлиями, несущие 1—2 листа. Молодые побеги появляются у основания побегов предыдущего года.
Листья кожистые или мясистые.
Соцветие верхушечное, одноцветковое или кистевидное, выходит из пазухи листа, закрыто покровными листьями («чехлом»).
Цветки как правило ароматные, крупные и исключительно красивые, яркие. Лепестки чаще шире чашелистиков. Колонка длинная, в сечении полукруглая, слабо изогнутая. Поллиниев — 4, восковидные, слегка сплюснутые.
Различают два морфологических типа каттлей. 
 Представители первой группы («лабиата») имеют вытянутые мясистые веретеновидные, иногда сплюснутые псевдобульбы с одним верхушечным листом. Цветонос выходит из чехла на верхушке нового побега. 

Вторая группа представлена растениями с длинными (у некоторых видов до 1 м) цилиндрическими бульбами, несущими два, реже более листа.

## Виды
Состав рода не устоявшийся.

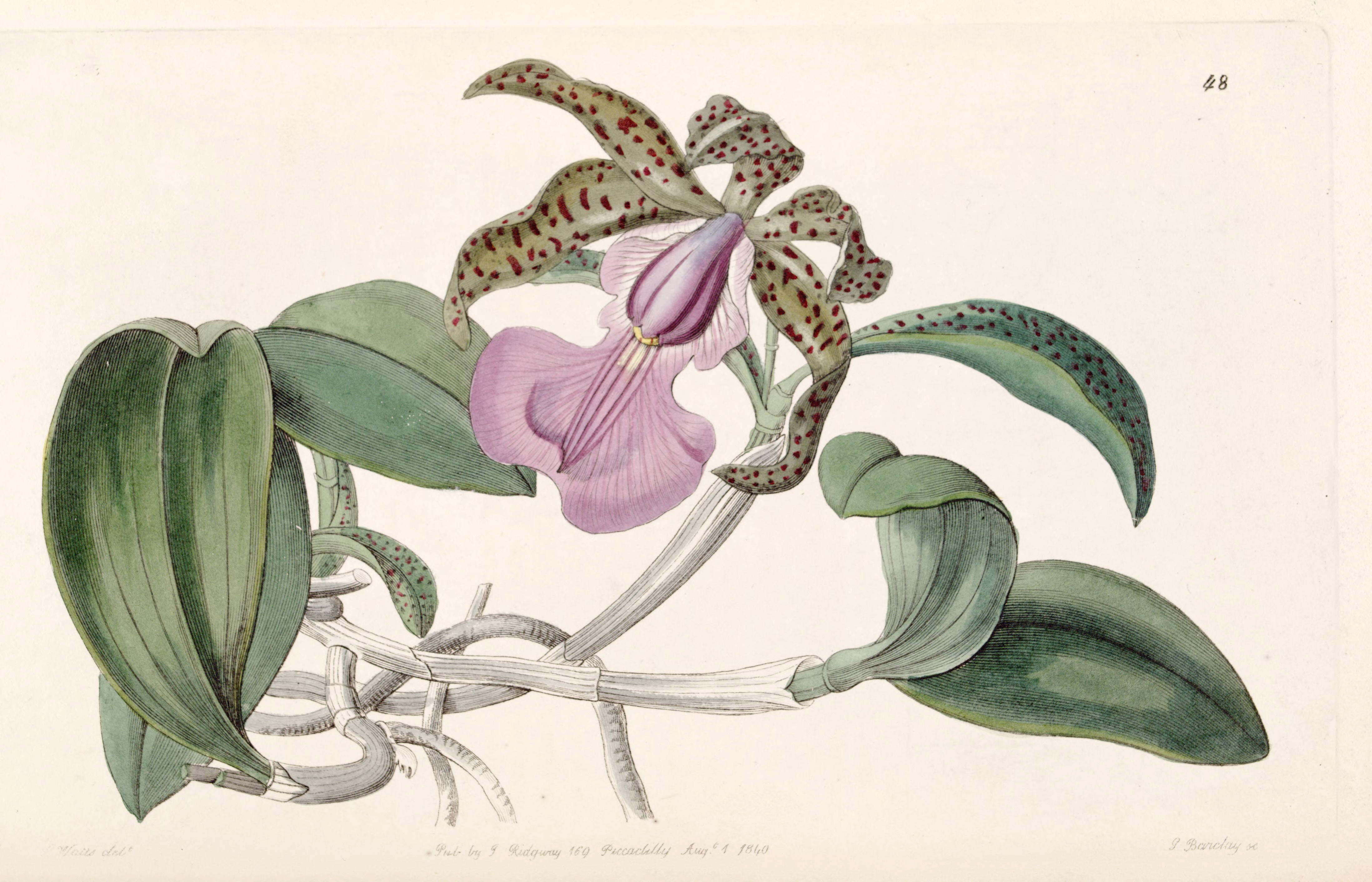
Cattleya aclandiae
Ботаническая иллюстрация из книги Edwards’s Botanical Register, volume 26 (NS 3) plate 48. 1840 г.

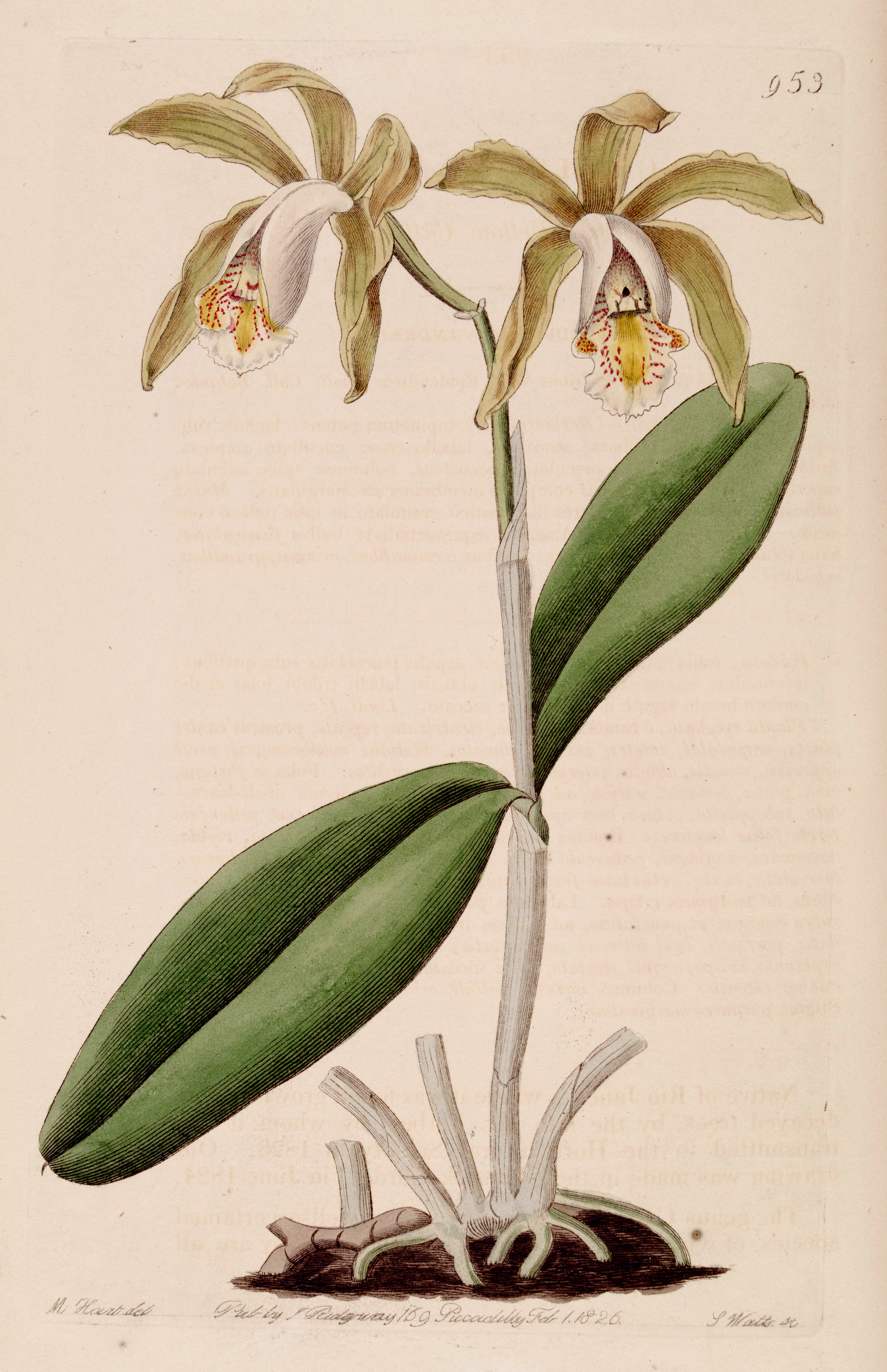
Cattleya forbesii
Ботаническая иллюстрация из книги Edwards’s Botanical Register, vol. 11 pl. 953. 1825 г.

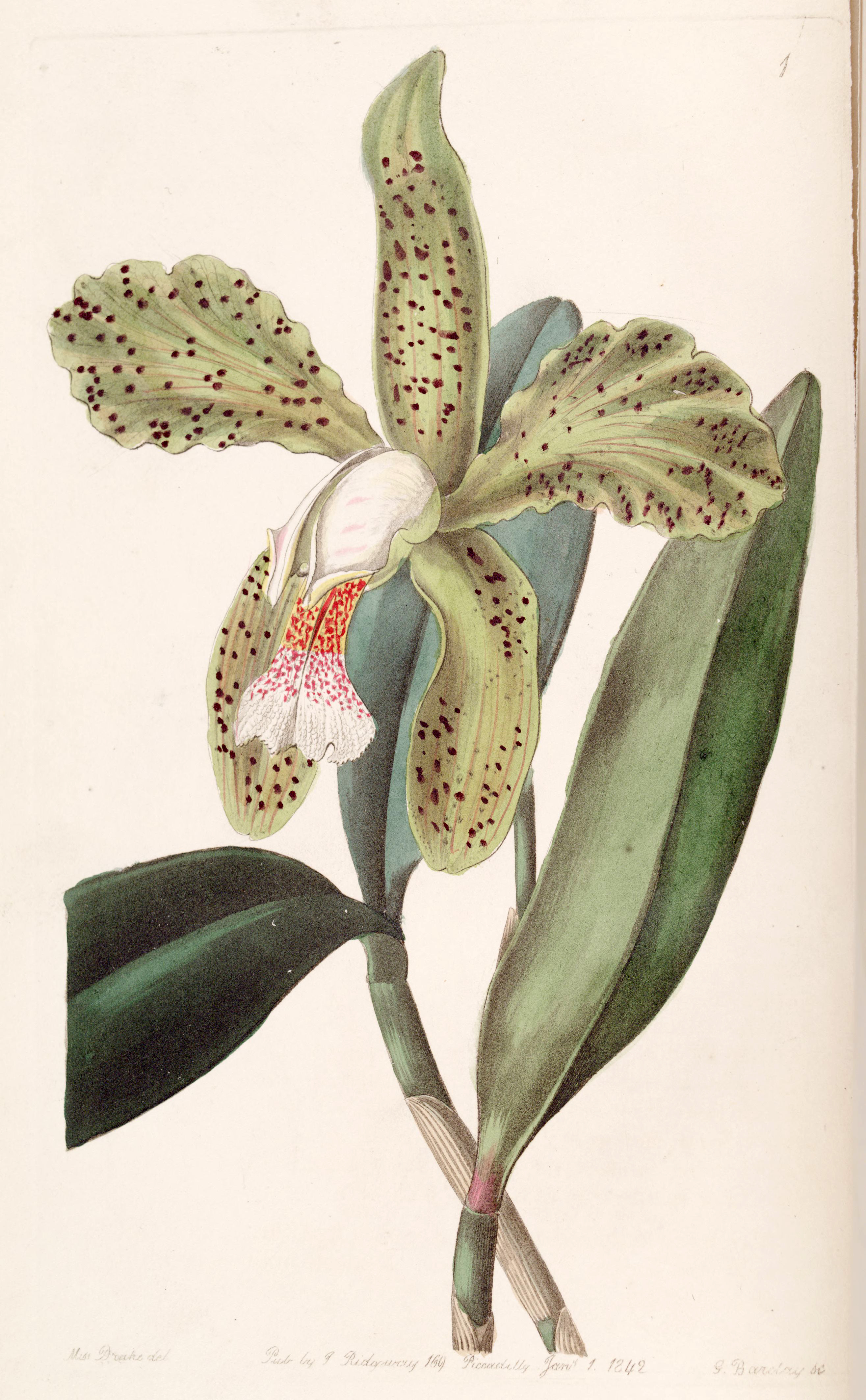
Cattleya granulosa
Ботаническая иллюстрация из книги Edwards’s Botanical Register, volume 28 (NS 5) plate 1. 1842 г.

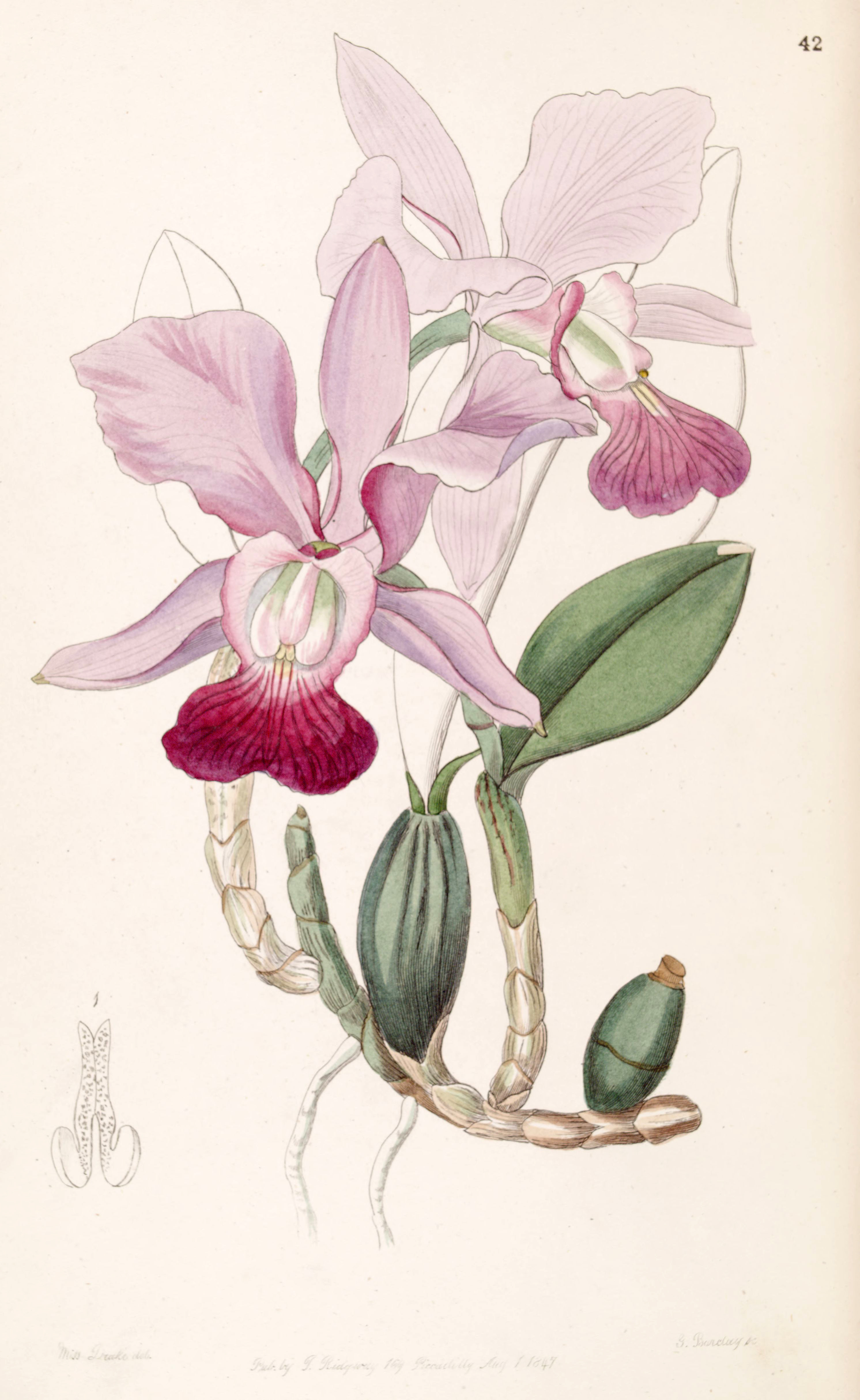
Cattleya granulosa
Ботаническая иллюстрация из книги Edwards’s Botanical Register, volume 33 (N.S. 10) plate 42. 1847 г.

Список видов по сводке Королевских ботанических садов в Кью по данным на 2009 год.
- Cattleya aclandiae Lindl., 1840
- Cattleya amethystoglossa Linden & Rchb.f. ex R.Warner, 1862
- Cattleya bicolor Lindl., 1836
- Cattleya boissieri B.S.Williams, 1894
- Cattleya candida (Kunth) F.Lehm., 1895
- Cattleya dormaniana (Rchb.f.) Rchb.f., 1882
- Cattleya dowiana Bateman & Rchb.f., 1866
- Cattleya elegantissima Linden, 1881
- Cattleya elongata Barb.Rodr., 1877
- Cattleya forbesii Lindl., 1826
- Cattleya gaskelliana (N.E.Br.) B.S.Williams, 1885
- Cattleya granulosa Lindl., 1842
- Cattleya guttata Lindl., 1831
- Cattleya harrisoniana Bateman ex Lindl., 1836
- Cattleya herbacea Rojas Acosta, 1897
- Cattleya intermedia Graham ex Hook., 1828
- Cattleya jenmanii Rolfe, 1906
- Cattleya kerrii Brieger & Bicalho, 1976
- Cattleya labiata Lindl., 1824typus
- Cattleya lawrenceana Rchb.f., 1885
- Cattleya loddigesii Lindl., 1826
- Cattleya lueddemanniana Rchb.f., 1854
- Cattleya luteola Lindl., 1853
- Cattleya maxima Lindl., 1833
- Cattleya mendelii Dombrain, 1872
- Cattleya mooreana Withner, D.Allison & Guenard, 1988
- Cattleya mossiae C.Parker ex Hook., 1838
- Cattleya nobilior Rchb.f., 1883
- Cattleya percivaliana (Rchb.f.) O’Brien, 1883
- Cattleya porphyroglossa Linden & Rchb.f., 1856
- Cattleya rex O’Brien 1890
- Cattleya schilleriana Rchb.f., 1857
- Cattleya schofieldiana Rchb.f., 1882
- Cattleya schroederae Rchb.f., 1887
- Cattleya storeyi H.G.Jones, 1977
- Cattleya tenuis Campacci & Vedovello, 1983
- Cattleya tigrinaA.Rich., 1848
- Cattleya trianae Linden & Rchb.f., 1860
- Cattleya velutina Rchb.f., 1870
- Cattleya violacea (Kunth) Rolfe, 1889
- Cattleya walkeriana Gardner, 1843
- Cattleya wallisii (Linden) Linden ex Rchb.f., 1882
- Cattleya warneri T.Moore ex R.Warner 1862
- Cattleya warscewiczii Rchb.f. 1854

В 2010 году к роду каттлея добавлены все представители рода софронитис, что не отражено в списке.

## Охрана исчезающих видов
Все виды рода Cattleya входят в Приложение II Конвенции CITES. Цель Конвенции состоит в том, чтобы гарантировать, что международная торговля дикими животными и растениями не создаёт угрозы их выживанию. 
Приложение включает все виды, которые в данное время хотя и не обязательно находятся под угрозой исчезновения, но могут оказаться под такой угрозой, если торговля образцами таких видов не будет строго регулироваться в целях недопущения такого использования, которое несовместимо с их выживанием; а также другие виды, которые должны подлежать регулированию для того, чтобы над торговлей образцами некоторых видов из первого списка мог быть установлен эффективный контроль.

## Естественныегибриды
- Cattleya × brasiliensis = Cattleya bicolor × Cattleya harrisoniana (Бразилия).
- Cattleya × brymeriana = Cattleya violacea × Cattleya wallisii (Бразилия).
- Cattleya × caerulea = Cattleya warneri × Cattleya mossiae (Венесуэла).
- Cattleya × dayana = Cattleya forbesii × Cattleya guttata (Бразилия).
- Cattleya × dolosa = Cattleya loddigesii × Cattleya walkeriana (Бразилия).
- Cattleya × dukeana = Cattleya bicolor × Cattleya guttata (Бразилия).
- Cattleya × duveenii = Cattleya guttata × Cattleya harrisoniana (Бразилия).
- Cattleya × gransabanensis = Cattleya jenmanii × Cattleya lawrenceana) (Венесуэла).
- Cattleya × gravesiana = Cattleya lueddemanniana × Cattleya mossiae (Венесуэла).
- Cattleya × guatemalensis = Cattleya aurantiaca × Cattleya skinneri
- Cattleya × hybrida = Cattleya guttata × Cattleya loddigesii (Бразилия).
- Cattleya × imperator = Cattleya granulata × Cattleya labiata (Бразилия).
- Cattleya × intricata = Cattleya intermedia × Cattleya leopoldii (Бразилия).
- Cattleya × isabella = Cattleya forbesii × Cattleya intermedia (Бразилия).
- Cattleya × joaquiniana = Cattleya bicolor × Cattleya walkeriana (Бразилия).
- Cattleya × lucieniana = Cattleya forbesii × Cattleya granulosa (Бразилия).
- Cattleya × measuresii = Cattleya aclandiae × Cattleya walkeriana (Бразилия).
- Cattleya × mesquitae = Cattleya nobilior × Cattleya walkeriana (Бразилия).
- Cattleya × mixta = Cattleya guttata × Cattleya schofieldiana (Бразилия).
- Cattleya × moduloi = Cattleya schofieldiana × Cattleya warneri (Бразилия).
- Cattleya × patrocinii = Cattleya guttata × Cattleya warneriana (Бразилия).
- Cattleya × picturata = Cattleya guttata × Cattleya intermedia (Бразилия).
- Cattleya × resplendens = Cattleya granulosa × Cattleya schilleriana (Бразилия)
- Cattleya × tenuata = Cattleya elongata × Cattleya tenuis (Бразилия).
- Cattleya × undulata = Cattleya elongata × Cattleya schilleriana (Бразилия).
- Cattleya × venosa = Cattleya forbesii × Cattleya harrisoniana (Бразилия).
- Cattleya × victoria-regina = Cattleya guttata × Cattleya labiata (Бразилия).
- Cattleya × wilsoniana = Cattleya bicolor × Cattleya intermedia. (Бразилия).

## В культуре

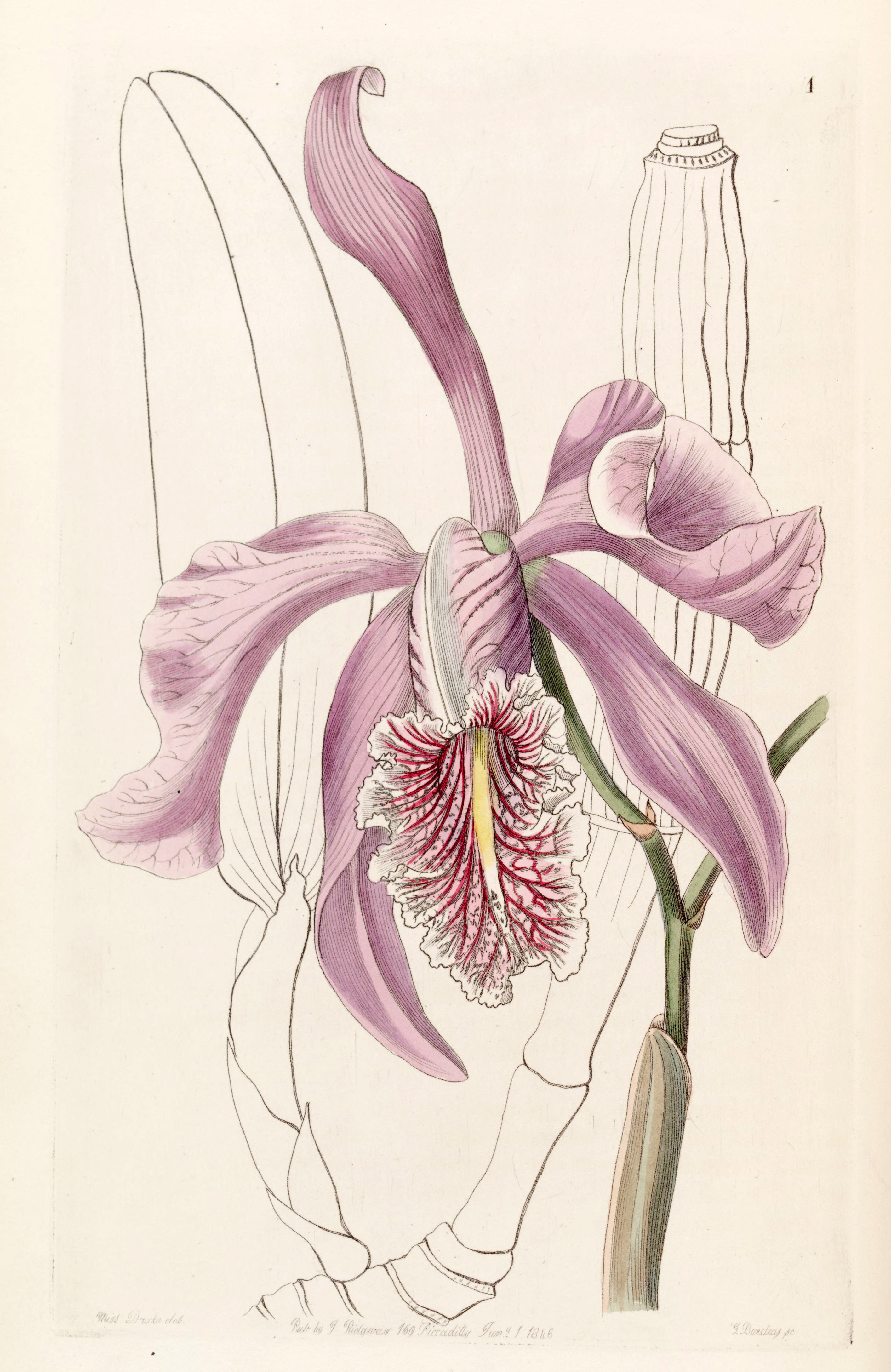
Cattleya maxima
Ботаническая иллюстрация из книги «Edwards’s Botanical Register» 1846 г.

Температурная группа — от холодной до теплой в зависимости от экологии вида..
Для большинства видов оптимальная температура зимой: 12—15 °C ночью и 18—22 °C днём. Летом: около 18 °C ночью и ниже 30 °C днем. Несколько ночей с температурой 8—10 °C не повредят Каттлеям, хотя и могут задержать цветение. Суточный перепад температур не менее семи градусов.
Циркуляция воздуха должна поддерживаться постоянно.
Относительная влажность воздуха зимой, при умеренной температуре: 40—60 %. В жаркую погоду влажность должна быть поднята до 70 %.
Освещённость 20000—50000 люкс, или около 20—30 % от полного солнца. Летом, в жару — 20 000 люкс во избежание перегрева. Зимой — 40000 люкс.
Каттлеи распространены в широтах, где длина светового дня не достигает ни экстремально короткой, ни экстремально длинной продолжительностей свойственных нашим широтам и где сезонные колебания температуры невелики. 
 Малые изменения длины дня и температуры, критичны для их цветения в их естественных условиях. Для многих видов длина дня и температура влияет на закладку цветочных почек и цветение. Для некоторых видов и гибридов Каттлей выработаны рекомендации на основании которых можно управлять цветением.
Наличие, количество и продолжительность периодов покоя зависит от экологии вида. Виды или гибриды, цветущие при формировании нового роста, не проявляют активности в течение нескольких месяцев после формирования корней, пока не начнется новый рост. Другие виды отдыхают несколько месяцев после формирования и вызревания нового роста до начала развития цветоносов.
Посадка в пластиковые или керамические горшки, корзинки для эпифитов, мелкие виды можно культивировать на блоке.
Существует два варианта субстрата для выращивания Каттлей: в волокнах осмунды или в субстрате состоящем из кусочков коры сосны различных фракций (от 0,5 до 5 см). Перед использованием кору замачивают или проваривают.
рН субстрата около 6,2.
Частота полива зависит от субстрата, размера горшка и температуры воздуха.
Пересадку растений осуществляют перед началом появления корней на новых побегах. После пересадки растения не поливают несколько дней то есть поврежденные при посадке корни легко подвергаются грибковым и бактериальным болезням.
При оценке качества цветов Каттлей применяется строгая система. Цвет должен быть чистым и свежим. Он может иметь тени или света, но не тусклые или грязные, а цвет губы должен, либо гармонировать с остальным цветом, либо составлять приятный контраст. Цветок должен иметь изящную аристократическую форму. Части цветка должны быть сформированы в соответствии с сортовыми признаками. У крупноцветных гибридов специально отслеживаются широкие, прямые сепалии и широкие, равные или мягко изгибающиеся петалии, не заворачивающиеся назад, и красиво рифленая губа, полностью открытая так, что видна роспись горловины. Важна фактура цветка. Пышные, восковые цветы лучше смотрятся, не поникают и не увядают более продолжительное время.

#### Некоторые внутриродовые грексы
- Chian-Tzy Guiding
- Dinard

#### Гибридные роды искусственного происхождения с участием каттлеи

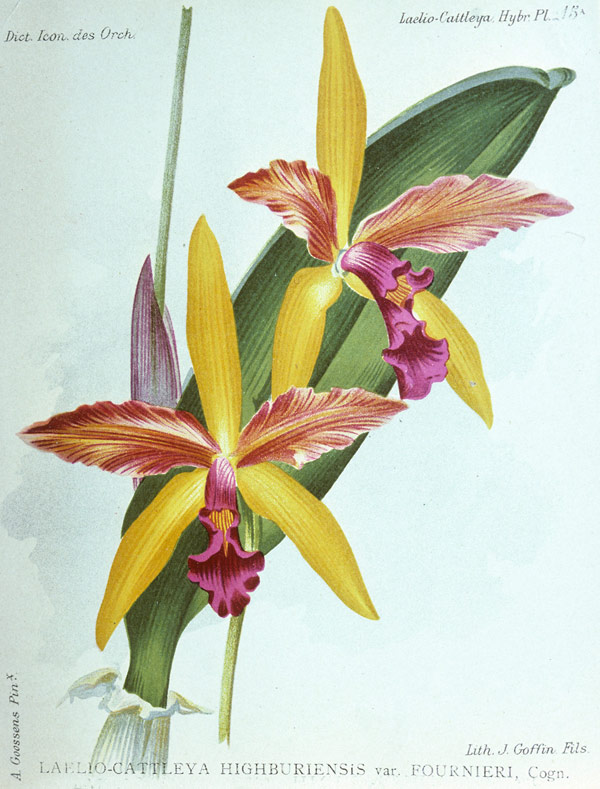
Laeliocattleya highbouriensis
Ботаническая иллюстрация из книги Dictionnaire Iconographique des Orchidees. 1899 г.

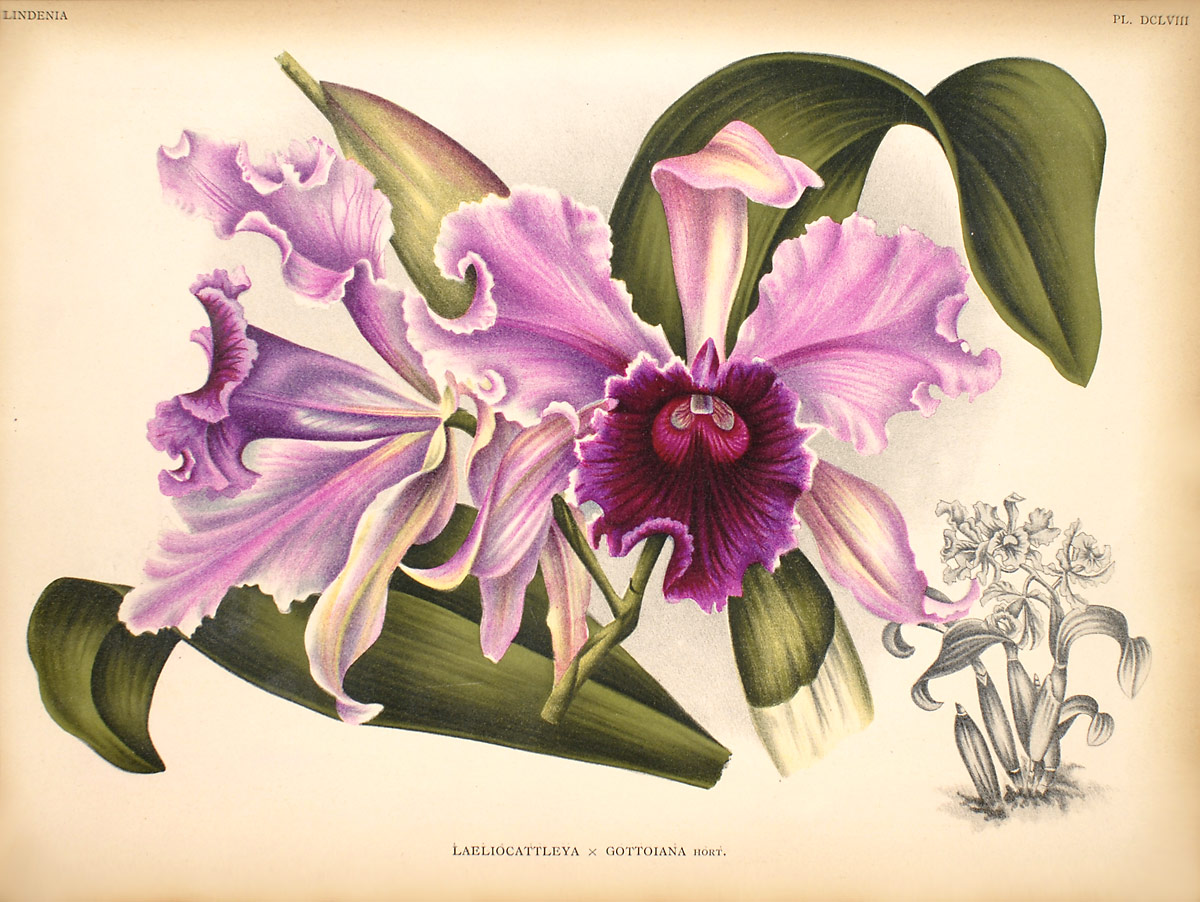
Sophrocattleya gottoiana
Ботаническая иллюстрация из книги Lindenia Iconographie des Orchidées. 1895 г.

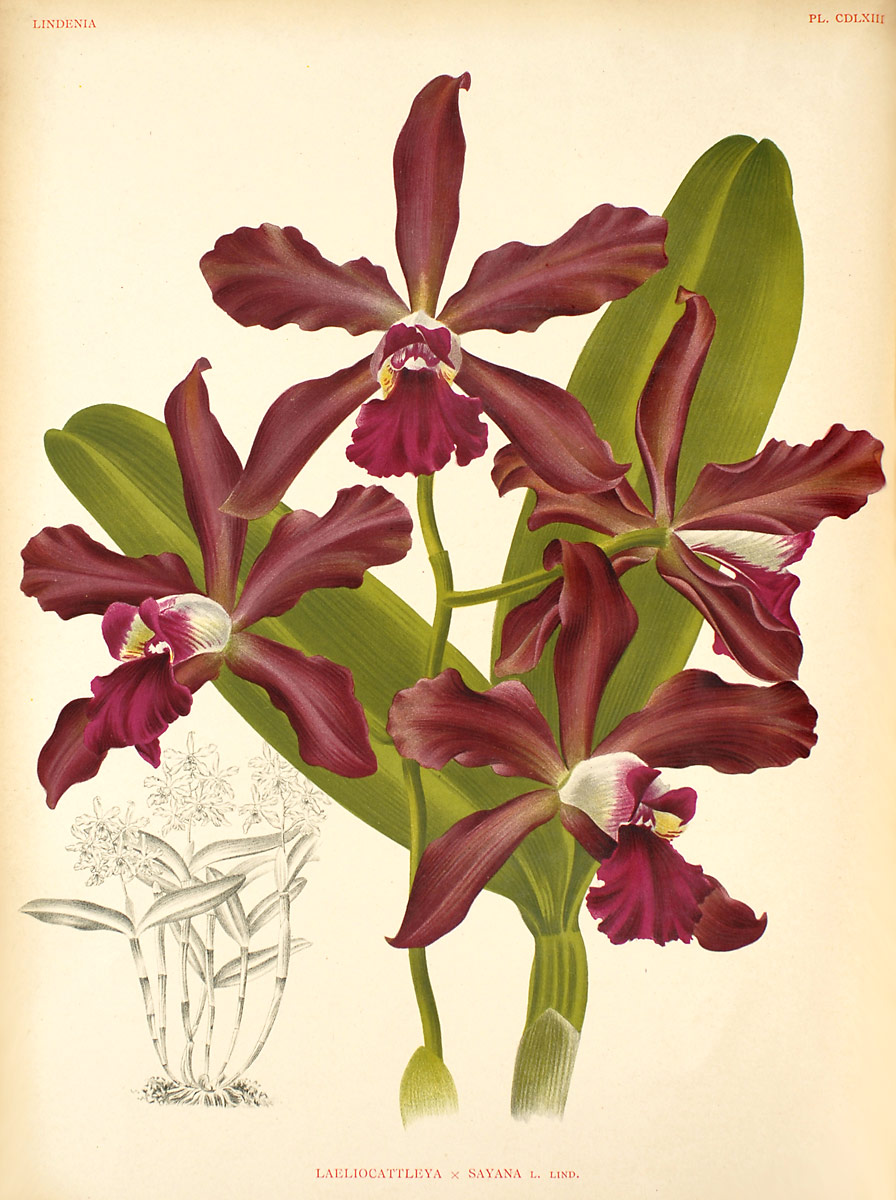
Sophrocattleya gottoiana
Ботаническая иллюстрация из книги Lindenia Iconographie des Orchidées. 1896 г.

Приведены названия гибридных родов и их аббевиатуры; в скобках указаны названия родов растений, участвовавших в создании гибрида:
- Allenara Alna. (Cattleya × Diacrium × Epidendrum × Laelia).
- Arizara Ariz. (Cattleya × Domingoa × Epidendrum).
- Brassocattleya (Brassavola × Cattleya)
- Brassocatanthe Bct. (Brassavola × Cattleya × Guarianthe).
- Bishopara Bish. (Broughtonia × Cattleya × Sophronitis).
- Brassolaeliocattleya Blc. (Brassavola × Cattleya × Laelia).
- Buiara Bui. (Broughtonia × Cattleya × Epidendrum × Laelia × Sophronitis).
- Brownara Bwna. (Broughtonia × Cattleya × Diacrium).
- Cattlassia Cas. (Brassia × Cattleya).
- Cattkeria Cka. (Barkeria × Cattleya).
- Clarkeara Clka. (Brassavola × Cattleya × Diacrium × Laelia × Sophronitis).
- Cookara Cook. (Broughtonia × Cattleya × Diacrium × Laelia)
- Cattleytonia Ctna. (Broughtonia × Cattleya).
- Cattlianthe Ctt. (Cattleya × Guarianthe).
- Cattotes Ctts. (Cattleya × Leptotes).
- Catyclia Cty. (Cattleya × Encyclia).
- Cattleychea Ctyh. (Cattleya × Prosthechea).
- Catcylaelia Ctyl. (Cattleya × Encyclia × Laelia).
- Dekensara Dek. (Brassavola × Cattleya × Schromburgkia).
- Diacattleya Diaca. (Cattleya × Diacrium).
- Dialaeliocattleya Dialc. (Cattleya × Diacrium × Laelia).
- Epicattleya Epc. (Cattleya × Epidendrum).
- Epicatonia Epctn. (Broughtonia × Cattleya × Epidendrum).
- Epilaeliocattleya Eplc. (Cattleya × Epidendrum × Laelia).
- Estelaara Esta. (Brassavola × Cattleya × Epidendrum × Tetramicra).
- Fordyceara Fdca. (Broughtonia × Cattleya × Laeliopsis × Tetramicra).
- Fialaara Fía. (Broughtonia × Cattleya × Laelia × Laeliopsis).
- Fujiwarara Fjw. (Brassavola × Cattleya × Laeliopsis).
- Fredschechterara Fre. (Broughtonia × Cattleya × Epidendrum × Laelia × Schomburgkia).
- Guaricattonia Gct. (Broughtonia × Cattleya × Guarianthe).
- Gladysyeeara Glya. (Brassavola × Broughtonia × Cattleya × Cattleyopsis × Diacrium × Epidendrum × Laelia × Sophronitis).
- Guarisophleya Gsl. (Cattleya × Guarianthe × Sophronitis).
- Hawkesara Hwkra. (Cattleya × Cattleyopsis × Epidendrum).
- Iacovielloara Icvl. (Brassavola × Cattleya × Diacrium × Epidendrum × Laelia).
- Iwanagaara Iwan. (Brassavola × Cattleya × Diacrium × Laelia).
- Izumiara Izma. (Cattleya × Epidendrum × Laelia × Schromburgkia × Sophronitis).
- Jewellara Jwa. (Broughtonia × Cattleya × Epidendrum × Laelia).
- Johnyeeara Jya. (Brassavola × Cattleya × Epidendrum × Laelia × Schromburgkia × Sophronitis).
- Kirchara Kir. (Cattleya × Epidendrum × Laelia × Sophronitis).
- Kraussara Krsa. (Broughtonia × Cattleya × Diacrium × Laeliopsis).
- Kawamotoara Kwmta. (Brassavola × Cattleya × Domingoa × Epidendrum × Laelia).
- Laeliocattleya : Lc. (Cattleya × Laelia)
- Laeliocattkeria Lcka. (Barkeria × Cattleya × Laelia).
- Laeliocatanthe Lcn. (Cattleya × Laelia × Guarianthe).
- Laeliocatarthron Lcr. (Cattleya × Caularthron × Laelia).
- Laeliocatonia Lctna. (Broughtonia × Cattleya × Laelia).
- Laeliopleya Lpya. (Cattleya × Laeliopsis).
- Lyonara Lyon. (Cattleya × Laelia × Schomburgkia). // название изменено на Schombolaeliocattleya [Scl.]
- Mailamaiara Mai. (Cattleya × Diacrium × Laelia × Schromburgkia).
- Mizutara Miz. (Cattleya × Diacrium × Schromburgkia).
- Mooreara Mora. (Brassavola × Broughtonia × Cattleya × Laelia × Schromburgkia × Sophronitis).
- Matsudaara Msda. (Barkeria × Cattleya × Laelia × Sophronitis).
- Maymoirara Mymra. (Cattleya × Epidendrum × Laeliopsis).
- Nuccioara Nuc. (Cattleya × Caularthron × Laelia × Sophronitis).
- Opsiscattleya Opsct. (Cattleya × Cattleyopsis).
- Otaara Otr. (Brassavola × Broughtonia × Cattleya × Laelia).
- Procycleya Pcc. (Cattleya × Encyclia × Prosthechea).
- Potinara Pot. (Brassavola × Cattleya × Laelia × Sophronitis).
- Recchara Recc. (Brassavola × Cattleya × Laelia × Schromburgkia).
- Rhyncholaeliocattleya Rlc. (Cattleya × Rhyncholaelia).
- Rhynchosophrocattleya Rsc. (Rhyncholaelia х Cattleya х Sophronitis).
- Rolfeara Rolf. (Brassavola × Cattleya × Sophronitis).
- Rothara Roth. (Brassavola × Cattleya × Epidendrum × Laelia × Sophronitis).
- Sophrocattleya Sc. (Cattleya × Sophronitis).
- Schombolaeliocattleya Scl. (Cattleya × Laelia × Schomburgkia). // название изменено на Lyonara [Lyon]
- Scullyara Scu. (Cattleya × Epidendrum × Schromburgkia).
- Sophrolaeliocattleya Slc. (Cattleya × Laelia × Sophronitis).
- Schombocattleya Smbc. (Cattleya × Schromburgkia).
- Schombocatonia Smbcna. (Broughtonia × Cattleya × Schromburgkia).
- Stacyara Stac. (Cattleya × Epidendrum × Sophronitis).
- Stellamizutaara Stlma. (Brassavola × Broughtonia × Cattleya).
- Turnbowara Tbwa. (Barkeria × Broughtonia × Cattleya).
- Tetracattleya Ttct. (Cattleya × Tetramicra).
- Tuckerara Tuck. (Cattleya × Diacrium × Epidendrum).
- Vejvarutara Vja. (Broughtonia × Cattleya × Cattleyopsis).
- Vaughnara Vnra. (Brassavola × Cattleya × Epidendrum).
- Wilburchangara Wbchg. (Broughtonia × Cattleya × Epidendrum × Schromburgkia).
- Westara Wsta. (Brassavola × Broughtonia × Cattleya × Laelia × Schromburgkia).
- Yamadara Yam. (Brassavola × Cattleya × Epidendrum × Laelia).
- Youngyouthara Ygt. (Brassavola × Broughtonia × Cattleya × Caularthron).
- Yahiroara Yhra. (Brassavola × Cattleya × Epidendrum × Laelia × Schromburgkia).

## Галерея

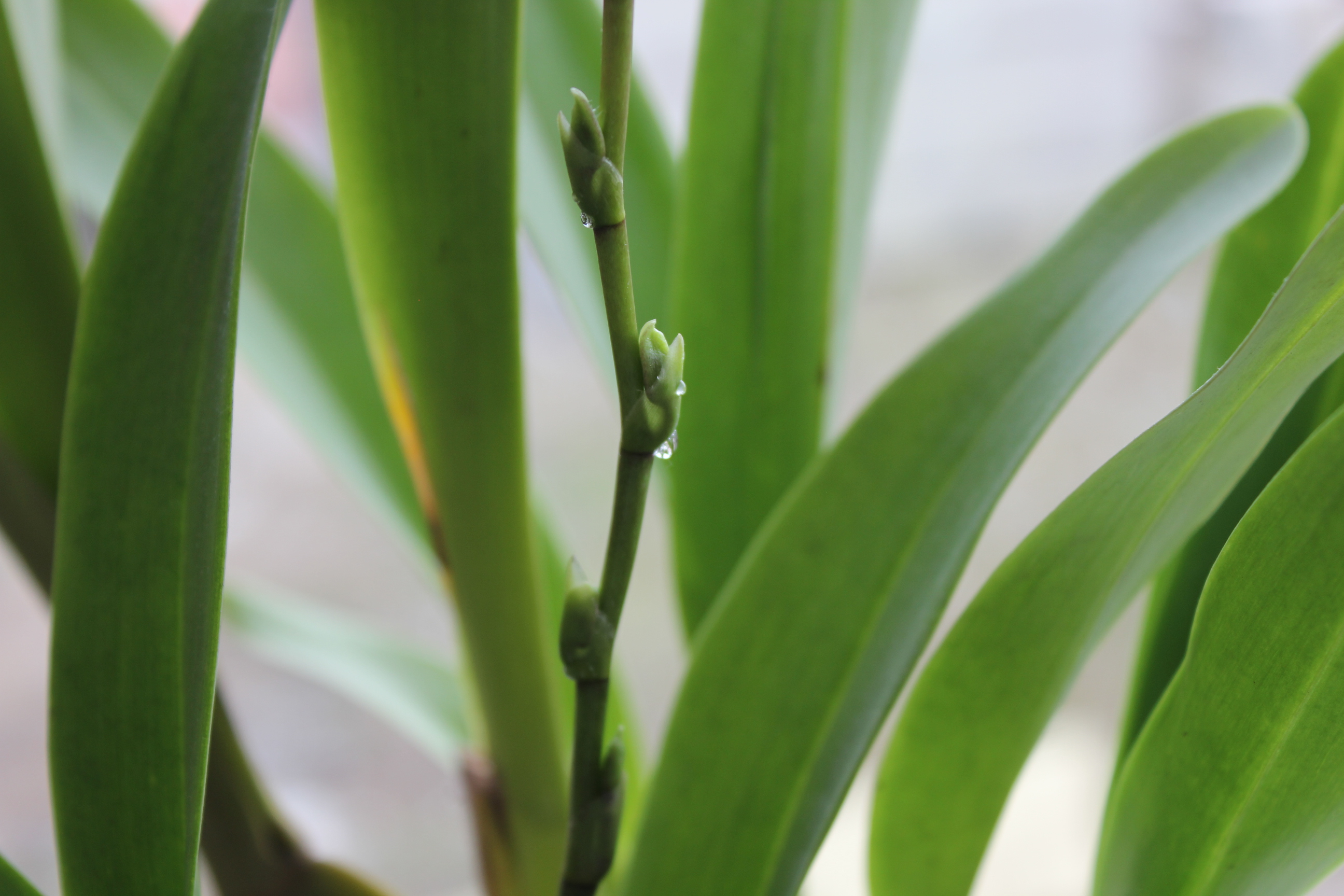
При формировании цветоноса с него стекает сок

## Каттлея вживописи
Мартин Джонсон Хед (Martin Johnson Heade) 1819—1904

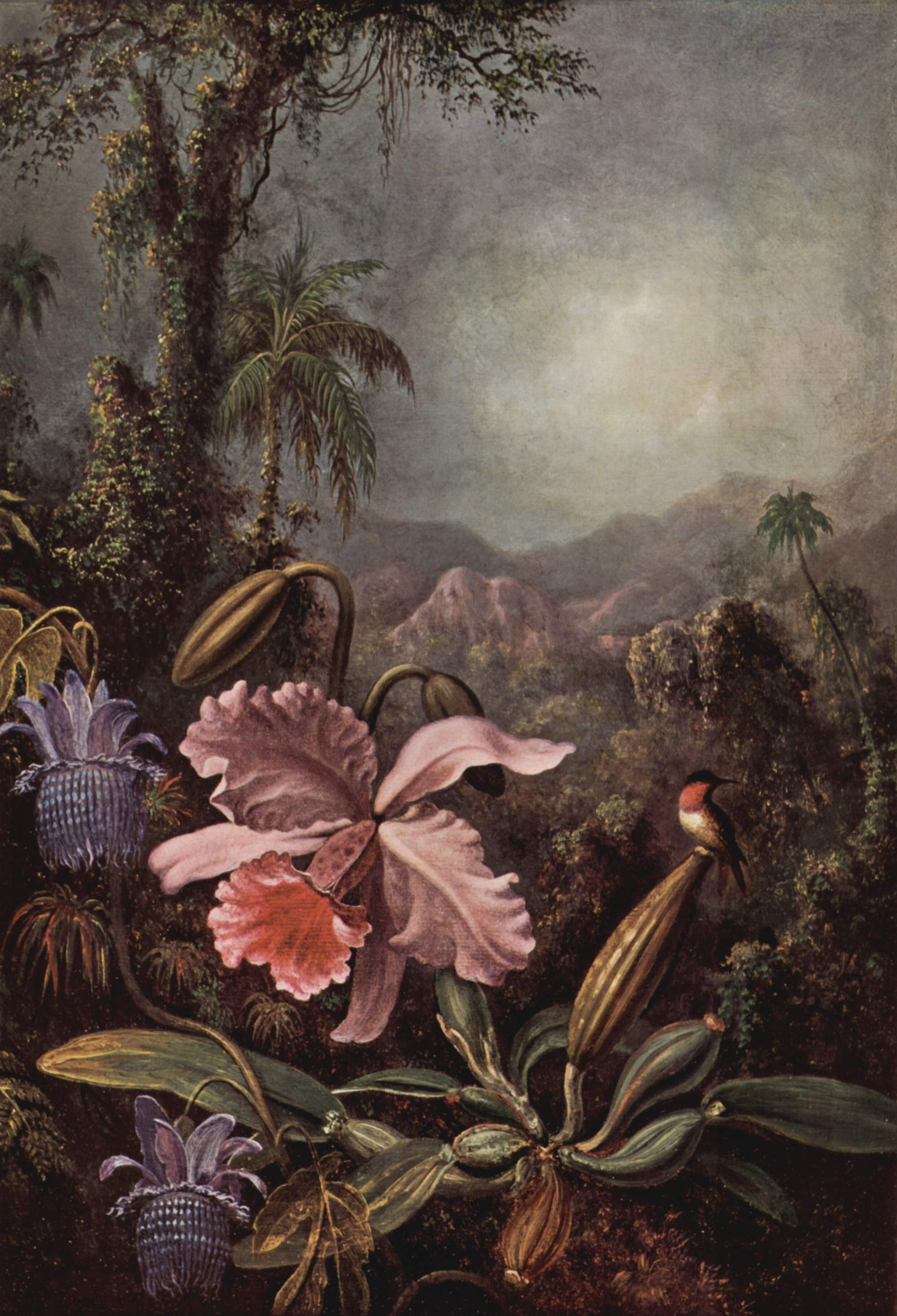
Orchideen, Passionsblumen und Kolibris
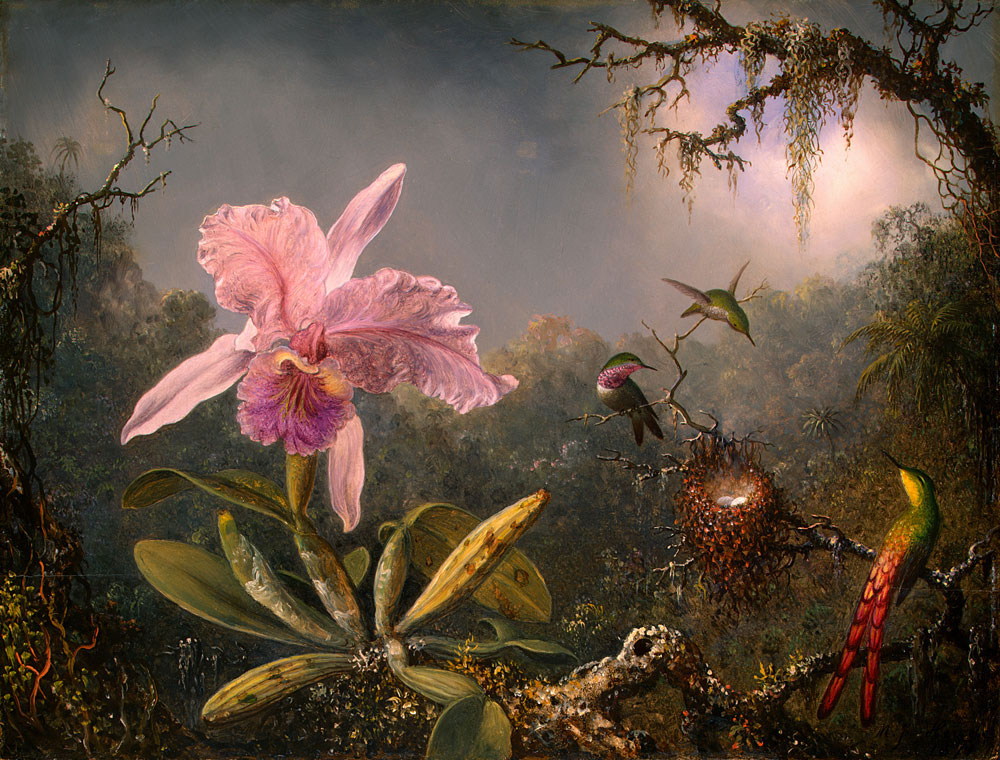
Cattleya Orchid and Three Brazilian Hummingbirds
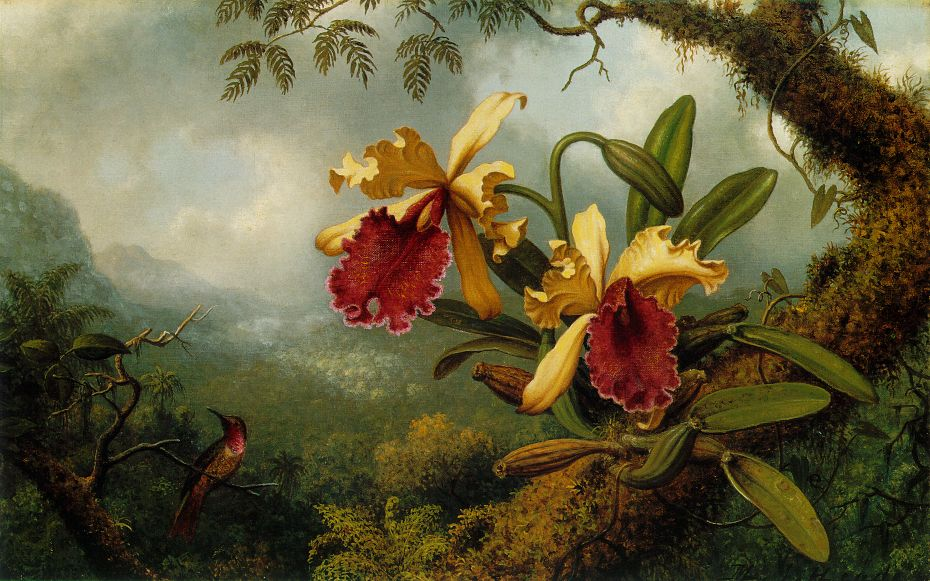
Orchids and Hummingbird
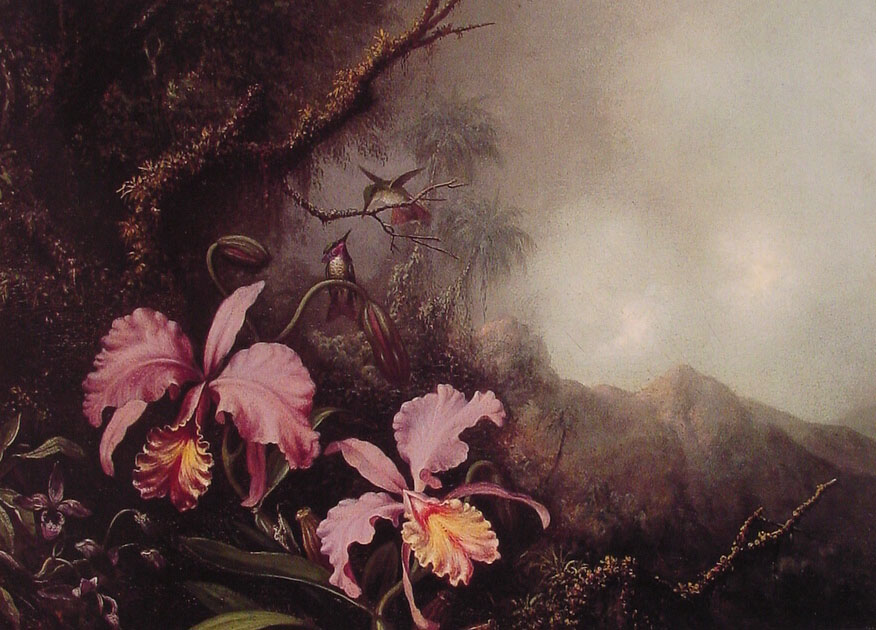
Two Orchids in a mountain Landscape
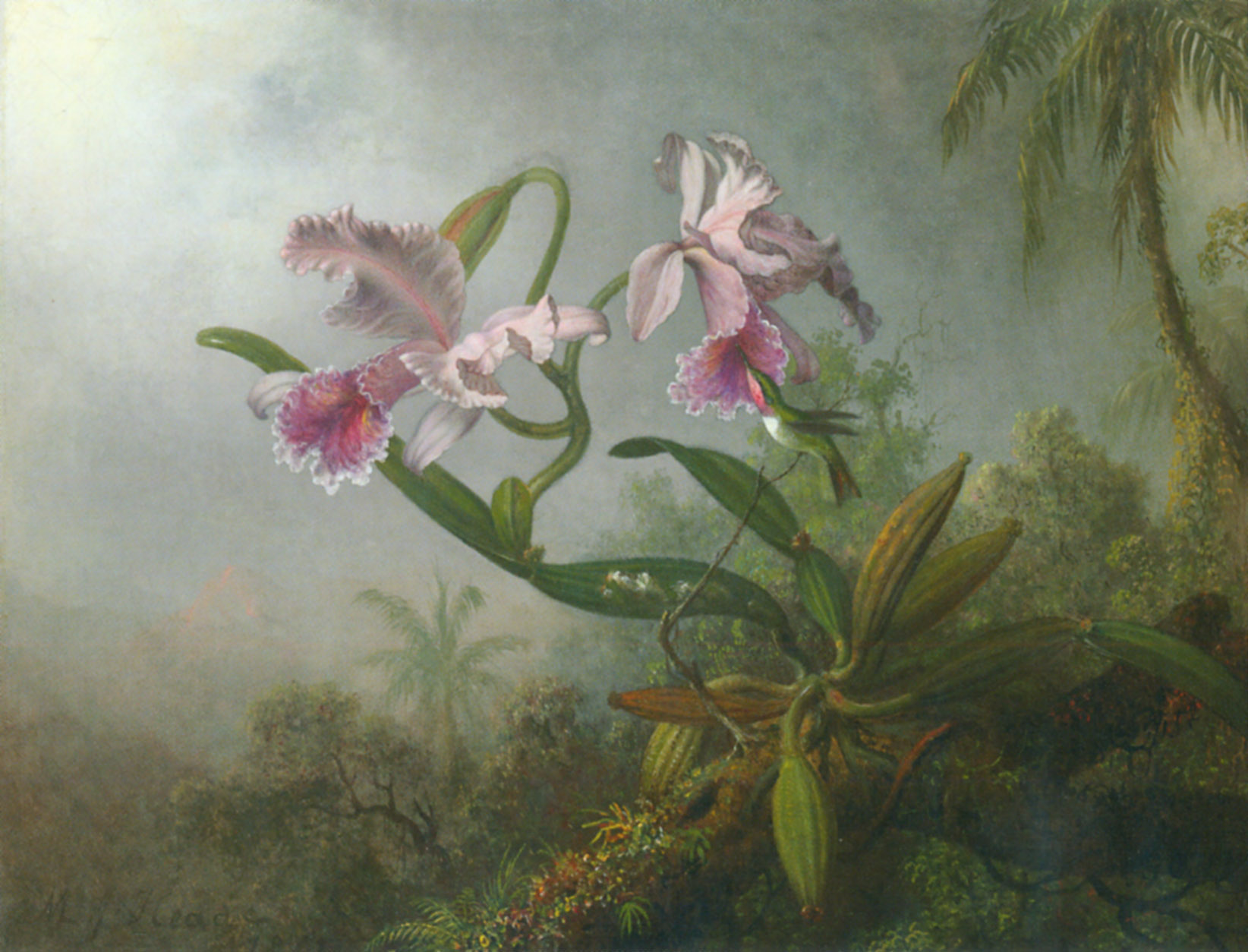
Pink Orchids and Hummingbird

## Каттлея вфилателии

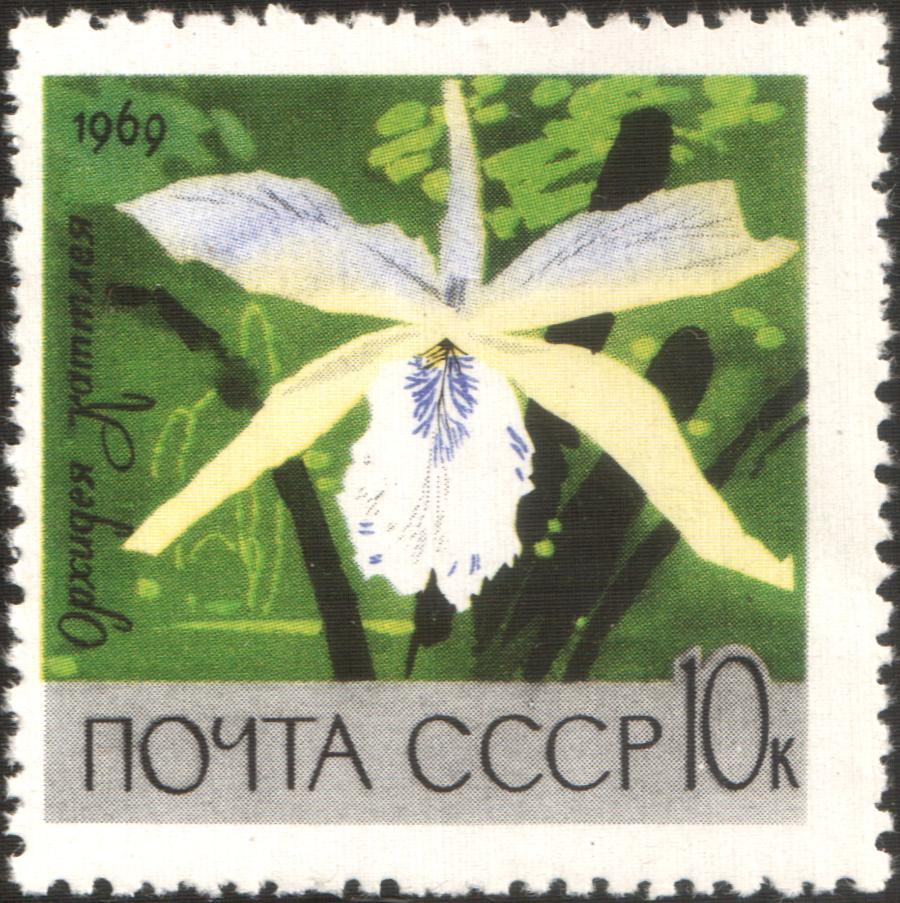
Почтовая марка СССР. 1969 г. Орхидея Каттлея